# Higueruela
Higueruela község Spanyolországban, Albacete tartományban. Lakosainak száma 1142 fő (2024).

## Földrajza
Higueruela Hoya-Gonzalo, Chinchilla de Monte-Aragón, Casas de Juan Núñez, Pozo-Lorente, Alatoz, Alpera és Bonete községekkel határos.

## Népesség
A település lakosságának változását az alábbi diagram mutatja:
| Lakosok száma | 1318 | 1338 | 1346 | 1263 | 1306 | 1273 | 1222 | 1158 | 1144 | 1142 |
|               | 2001 | 2004 | 2006 | 2009 | 2011 | 2014 | 2016 | 2019 | 2021 | 2024 |